# Cyphochilus (escaravelho)
Cyphochilus é um gênero de coleópteros, da região do Sueste Asiático,  com escamas brancas especialmente brilhantes que cobrem todo o seu exoesqueleto.

## Espécies
O gênero Cyphochilus engloba as seguintes espécies:
- Cyphochilus apicalis
- Cyphochilus candidus
- Cyphochilus carinchebanus
- Cyphochilus costulatus
- Cyphochilus crataceus
- Cyphochilus cylindricus
- Cyphochilus elongatus
- Cyphochilus farinosus
- Cyphochilus feae
- Cyphochilus flavomarginatus
- Cyphochilus insulanus
- Cyphochilus latus
- Cyphochilus manipurensis
- Cyphochilus marginalis
- Cyphochilus niveosquamosus
- Cyphochilus oberthuri
- Cyphochilus obscurus
- Cyphochilus ochraceus
- Cyphochilus peninsularis
- Cyphochilus podicalis
- Cyphochilus proximus
- Cyphochilus pygidialis
- Cyphochilus testaceipes
- Cyphochilus tonkinensis
- Cyphochilus tricolor
- Cyphochilus unidentatus
- Cyphochilus ventriglaber
- Cyphochilus ventritectus
- Cyphochilus vestitus
- Cyphochilus waterhousei